# Volcán Orosí
Volcán Orosí är en vulkan i Costa Rica.   Den ligger i provinsen Guanacaste, i den nordvästra delen av landet, 190 km nordväst om huvudstaden San José. Toppen på Volcán Orosí är 1 659 meter över havet, eller 1 070 meter över den omgivande terrängen. Bredden vid basen är 16,4 km.
Terrängen runt Volcán Orosí är huvudsakligen kuperad, men söderut är den bergig. Runt Volcán Orosí är det ganska glesbefolkat, med 35 invånare per kvadratkilometer. I omgivningarna runt Volcán Orosí växer i huvudsak städsegrön lövskog.